# Almost Here
Almost Here é o álbum de estreia da banda de rock norte-americana The Academy Is....
| Críticas profissionais                                                      | Críticas profissionais |
| Avaliações da crítica                                                       | Avaliações da crítica  |
| Fonte                                                                       | Avaliação              |
| --------------------------------------------------------------------------- | ---------------------- |
| AbsolutePunk                                                                | (89%)                  |
| allmusic                                                                    | [ 2 ]                  |
| Esta tabela precisa de ser acompanhada por texto em prosa. Consulte o guia. |                        |

## Faixas
Todas as canções foram escritas por Mike Carden e William Beckett, com exceção do "Down and Out" que foi escrito exclusivamente por William Beckett e todas as letras por William Beckett.
1. "Attention" – 2:53
2. "Season" – 3:34
3. "Slow Down" – 4:02
4. "The Phrase That Pays" – 3:17
5. "Black Mamba" – 2:46
6. "Skeptics and True Believers" – 2:54
7. "Classifieds" – 2:52
8. "Checkmarks" – 3:00
9. "Down and Out" – 4:30
10. "Almost Here" – 3:06